# مادر طبیعت
مادر طبیعت (همچنین به مادر زمین یا زمین مادر شناخته می‌شود) از جان‌بخشی‌های رایج به طبیعت است که در آن، طبیعت از لحاظ زایایی و پروش به یک مادر می‌ماند.